# Filipe Otheguy
Filipe Otheguy (Biarritz, 18 de junho de 1991) é um praticante de pelota basca francês com naturalização brasileira. Filho de um francês com uma brasileira nascida no Ceará, ele competiu representando a bandeira do Brasil nos Jogos Pan-Americanos de 2019.

## Biografia
Antes de disputar o Pan, participou de edições de Campeonatos Mundiais e de uma Copa do Mundo na modalidade. Sua especialidade é no frontón manual, uma competição em que o competidor rebate a bola com as mãos sem usar nenhum equipamento.
Para defender o Brasil em competições de pelota basca, ele teve que solicitar um passaporte brasileiro, exigência do Comitê Olímpico do Brasil.
Filipe foi o responsável pela primeira participação brasileira na pelota basca em Jogos Pan-Americanos. Ele conquistou a medalha de bronze ao vencer o boliviano Josias Bazo.